# Diann Blakely
Diann Blakely (właśc. Harriet Diann Blakely, ur. 1 czerwca 1957 w Anniston, zm. 5 sierpnia 2014 w Brunswick) – poetka amerykańska. Urodziła się 1 czerwca 1957 w miejscowości Anniston w stanie Alabama. Ukończyła University of the South w Sewanee i Vanderbilt University w Nashville. Wydała trzy tomiki poetyckie Hurricane Walk, Farewell, My Lovelies i Cities of Flesh and the Dead. Przed śmiercią pracowała nad dwoma kolejnymi Rain In Our Door: Duets with Robert Johnson i Lost Addresses: New and Selected Poems. Zmarła 5 sierpnia 2014 w Brunswicku w stanie Georgia po długiej chorobie w wieku 57 lat.